# Zing a Little Zong
"Zing a Little Zong" es una canción popular escrita por Harry Warren, con letra de Leo Robin, para la película Just for You de 1952, donde fue interpretada por Bing Crosby y Jane Wyman. La canción fue nominada a los premios Óscar en la categoría de mejor canción original de 1952, pero perdió frente a la canción de High Noon.  Crosby y Wyman grabaron la canción para la compañía Decca Records el 8 de mayo de 1952 y fue todo un éxito, alcanzando el puesto #18 en la lista de Billboard, con una duración de seis semanas.
La reseña que Billboard hizo de "Zing a Little Zong" fue entusiasta. "Bing Crosby y Jane Wyman se unen para un calcetín de esta linda cancioncilla de su película "Just for You". Bing suena más relajado de lo que lo ha hecho en mucho tiempo y el tordo lleva su parte de la mejor manera. Los ritmos de Jud Conlon ayudan espiritualmente. La canción debería tener muchas reproducciones debido al impacto de la película ". 